# Scania CR112
Scania CR112 (senare kallad CN112) är en buss främst avsedd som stads- eller förortsbuss, tillverkad av Scania åren 1977–1988.

## Om bussen
Scania CR112 ersatte Scania CR111 från tidigt 1970-tal som i sin tur byggde på Scania-Vabis CR76/Scania CR110 från 1960-talet. Karossen och chassit var helt nyutvecklade och ingår i Scanias 2-serie.
Karossen monterades på Scanias anläggning i Katrineholm, hos föredetta SKV, och gjordes i rostfritt stål.
Några skillnader mot föregångaren var större rutor med dubbelglas, ny fyrkantigare kaross med löstagbara paneler för bland annat vindrutetorkare, strålkastare, stötfångare, hjulhus och kylare. Karossen var förstärkt, bland annat med förstärkta balkar och tak som kunde hålla hela bussens vikt vid en mindre rundslagning. Chassit och drivlinan var bättre ljudisolerade än hos föregångaren vilket gjorde att Scania CR112 vid lanseringen blev den tystaste bussen på marknaden, med en yttre ljudnivå på 77 dB, då likvärdigt med en personbil.
I början hade bussen vikdörrar. Den allra första förändringen i karossens design skedde 1980, då förarhyttens fönster blev mindre samt att takluckorna fick ny design och gjordes av plast istället för glas. Fronten uppdaterades något 1981 med nya strålkastare och från och med våren 1982 ersattes vikdörrarna av bladdörrar, vilka i samtliga utföranden bestod av en eller två inåtgående dörrar fram och utåtgående diton i mitten och bak. Dörrarrangemanget var betydligt mer omfattande än hos föregångarna CR76, CR110 och CR111, till exempel gick det nu att få en dörr bakom bakaxeln, vilket tidigare inte var möjligt på grund av begränsningar i chassit. Dörrarrangemanget var från längst fram till längst bak på bussen följande: 1-1-0, 1-2-0, 1-1-1, 1-2-1, 2-1-1, 2-2-0 samt 2-2-1.
Bussen har något högre insteg än föregångaren, då det är två trappsteg vid samtliga in-/utgångar istället för ett. Vid de två främre in-/utgångarna är dock insteget något lägre än längst bak. Golvet inne i bussen är, till skillnad från hos föregångaren, utan trappsteg och förhållandevis plant. Det finns även regionala varianter med samma golvhöjd i mitten som längst bak för att ge rum åt bagageutrymmen.
Chassit hette från början BR112 men bytte våren 1984 namn till N112 varefter bussen kallades Scania CN112. Bakrutan var mycket stor på CR112, men blev betydligt mindre på CN112. På många exemplar av CR112 byggdes dock bakstammen senare om och den stora bakrutan byttes då ut mot den lilla. Anledningarna till detta var framförallt att bakrutan var ganska dyr att byta och att plåten runt omkring den var rostbenägen. Baktill fick CN112 även nya lyktglas.
1985 lanserades en 18 meter lång ledbuss på N112AL-chassit, denna hade en ny design på karossen med en ny vindruta, nytt förarfönster, ny front som hade något högre placerade strålkastare och nya blinkersglas som nu blev monterade bredvid strålkastarna från att tidigare ha suttit lite på sidan ovanför. Bakpartiet och övriga karossen hade samma design som den vanliga CN112. Ledbussen kunde, utöver standardbredden på 2,5 meter, även fås med 2,6 meters bredd. Dörrarrangemangen på ledbussen var från längst fram till längst bak: 1-1-1-0, 1-2-1-0, 2-1-1-0, 2-2-1-0 samt 2-2-2-0.
I samband med att den helbyggda ledbussen lanserades fick vanliga CN112 i 12-meterutförande samma utseende. När bussen kallades CR112 fanns den i 12 och 12,5 meters längd, detta gällde även 1984- och tidiga 1985 års modeller av CN112. Efter designändringen 1985 utgick 12,5-metersvarianten. 12,5-metervarianten känns lättast igen utvändigt på att det var ett extra mindre fönster framför mittendörrarna vid fullt dörrarrangemang, dvs 2-2-1. Efter 1985 tillverkades bussarna i stort sett oförändrade fram till 1988 då de vidareutvecklades till Scania CN113, byggd på N113-chassit. Rent karossmässigt var CN113 identisk med de sena årgångarna av CN112. Även chassina var i stort sett identiska sånär som på vissa mindre ändringar, såsom omplacerad bränsletank.
Motorn är bakmonterad på tvären till höger i färdriktningen med växellådan vänster om motorn, och driver bakaxeln via vinkelväxel i alla utföranden.
Växelväljaren manövrerades fram till 1985 med ett vred på Scanias växellådor och med knappar på Voiths.
1986 fick även Scanias växellådor knappmanövrerad växelväljare, något som Voith-lådorna redan hade sedan länge.
Motorutbudet bestod av sugmotorer eller turbomotorer med olika effekt. Det huvudsakliga drivmedlet var diesel men det fanns också några exemplar som på prov byggts om för gas- eller etanoldrift. I Stockholm, Uppsala och Örebro fanns det bussar som på prov var utrustade med tryckackumulatortankar, dessa monterades senare bort och bussarna fick vanlig dieseldrift.

## I trafik
Scania CR112 och CN112 såldes endast som vänsterstyrda och endast i Norden och då endast i Sverige och Norge. Några exemplar såldes också begagnade till Danmark, Finland samt till trafikbolaget Strætó på Island. Deras chassin, dvs BR112 och N112, fanns även på andra marknader ute i Europa både som höger- och vänsterstyrda, där kompletta bussar byggdes på dessa chassin av olika lokala karosstillverkare.
I början av 1990-talet började de allra första exemplaren att fasas ut från reguljär trafik i Sverige och Norge, och den sista bussen togs ur trafik under mitten av 2000-talets första decennium.
Ett antal bussar fanns därefter kvar som skidbussar i till exempel Saxvallen, Duved. Den sista bussen för det ändamålet såldes till en privatperson i mitten av 2010-talet.
De bussar som finns kvar sedan dess ägs endast av privatpersoner eller ideella föreningar som samlar på gamla fordon och påträffas då ofta i samband med veteranbussutställningar. Ett par bussar återfinns även på museum, såsom Spårvägsmuseet i Stockholm.
De flesta bussar exporterades och hamnade i de flesta fall i det forna östblocket strax efter Järnridåns fall. Att importera gamla bussar från Västeuropa var betydligt billigare än att köpa in helt nya bussar, och den slitstarka konstruktionen har gjort dessa bussar omtyckta i dessa länder. Ett antal bussar hamnade också i Portugal där ekonomin också var ansträngd under denna tid.
Många Scania CR/CN112:or från bland annat Sverige fick nytt liv i dessa länder och var länge ganska vanliga där. Det var inte ovanligt med över 30 år gamla exemplar med många hundratusentals mil tillryggalagda. 
Från 2010-talet började dock dessa bussar bli till åren även i Östeuropa, Asien samt Portugal, främst för att det började att råda brist på reservdelar, men även för att ekonomin i dessa länder börjat förbättras.
Ett av de länder där Scania CR/CN112 har gått som längst i trafik efter att de exporterats är Kazakstan, där många bussar har rullat under betydligt längre tid än i de länder där de såldes nya.
Så sent som år 2019 fanns det till exempel ett antal exemplar i Öskemen.